# Paul Wicke
Paul Wicke (* 4. August 1892 in Bautzen; † 8. Oktober 1948 in Weixdorf) war ein deutscher Maler.

## Leben
Nach Beendigung der Volksschule besuchte Paul Wicke von 1907 bis 1910 die Industrie- und Gewerbeschule Bautzen parallel zur Lithographenlehre in der Lithographischen Anstalt und Steindruckerei der Gebrüder Weigang. Er arbeitete von 1912 bis 1913 als Lithograf in Höxter und Hannover, bevor er 1914 nach Bautzen zurückkehrte. Die Ausmusterung vom Militär erlaubte ihm, 1915 ein künstlerisches Studium an der Akademie der Bildenden Künste Dresden bei Richard Müller, Georg Lührig und Otto Gußmann zu beginnen. Dieses bis 1922 andauernde Studium wurde durch seinen ehemaligen Arbeitgeber Rudolf Weigang gefördert. Nach Abschluss des Studiums beteiligte er sich an Ausstellungen der Freien Künstler-Vereinigung Bautzen, des Stettiner Museumsvereins und des Lausitzer Künstlerbunds.
Im Jahr 1926 heiratete er die Porzellanmalerin Anna Margarethe (Marga) von Jähnichen (1891–1980), mit der er 1929 nach Lausa bei Dresden übersiedelte. 
Nach der Machtergreifung der Nationalsozialisten wurde Wicke obligatorisch Mitglied der Reichskammer der bildenden Künste. Für diese Zeit ist jedoch seine Teilnahme lediglich an der Sächsischen Kunstausstellung 1934 in Dresden sicher belegt.
Nach dem Ende des NS-Staats dokumentierte Wicke das zerstörte Dresden in künstlerischer Weise (50 Blatt umfassender Zyklus Dresden 1945). Ab Herbst 1945 bekam er Aufträge für die Anhaltische Kohlenwerke AG in Welzow zur Gestaltung des neuen Belegschaftsheims in Zeißholz. Später übernahm er künstlerische Aufträge der Gemeinde Weixdorf, zum Beispiel für die Ausgestaltung der neu erbauten Grundschule Weixdorf. Im Jahr 1948 wurde er in die Sparte Bildende Kunst des Freien Deutschen Gewerkschaftsbunds aufgenommen.
Seit 1999 erinnert die Paul-Wicke-Straße im Dresdner Stadtteil Weixdorf an ihn.

## Weitere Ausstellungen (unvollständig)

### Ausstellungen vor der Machtergreifung der Nationalsozialisten
- 1932: Bautzen ("53. Kunstschau des Sächsischen Kunstausstellungsverbands")

- 1933: Bautzen („5. Ausstellung der Arbeitsgemeinschaft der Lausitzer Bildenden Künstler“)

### Postume Ausstellungen
- 1998: Bautzen, Stadtmuseum (Einzelausstellung mit Malerei und Grafik)